# Sable Starr
Sable Starr, pseudonimo di Sabel Hay Shields (15 agosto 1957 – 18 aprile 2009), è stata una famosa groupie statunitense, al punto da guadagnarsi la nomea di "regina della scena groupie" a Los Angeles durante i primi anni '70 del ventesimo secolo.
In un'intervista pubblicata nell'edizione di giugno del 1973 della rivista Star dichiarò di aver avuto rapporti sessuali con -fra gli altri- Iggy Pop, Rod Stewart, Alice Cooper, David Bowie e Marc Bolan.

## La vita da groupie
Starr cominciò a frequentare assiduamente concerti nella città di Los Angeles, con amici più grandi che avevano abbandonato la scuola, alla fine del 1968, quando aveva solo undici anni. Stando a quanto da lei dichiarato all'età di dodici anni ebbe un rapporto sessuale con il chitarrista degli Spirit, Randy California, dopo un loro concerto a Topanga.
Starr divenne una delle "baby groupies" che nella prima metà degli anni '70 del ventesimo secolo frequentavano il Rainbow Bar and Grill, il Whisky a Go Go e l'English Disco di Rodney Bingenheimer: locali notturni alla moda sul Sunset Strip di West Hollywood.
Le ragazze venivano così chiamate per la loro giovane età; Starr entrò nel giro in seguito all'invito di un amico a recarsi al Whisky A Go Go per un concerto, quando aveva quattordici anni. In seguito, parlando di quel periodo, si descrisse come "pazza, tanto per cominciare. Mi è sempre piaciuto mettermi nei guai".
Poiché si considerava poco attraente, un anno dopo si sottopose a un intervento di rinoplastica. Durante quel primo periodo da groupie continuava a vivere a casa con la sua famiglia, e a frequentare la Palos Verdes High School per non contrariare eccessivamente i genitori, che disapprovavano il suo stile di vita.
Nel 1973, rilasciò una schietta intervista per la rivista Star, periodico che aveva sede a Los Angeles ed ebbe vita breve, vantandosi con il giornalista di essere "la migliore" fra tutte le groupie locali. Affermò anche di conoscere di persona alcuni dei più famosi musicisti della scena rock dell'epoca, come Jeff Beck, David Bowie, Rod Stewart, Marc Bolan e Alice Cooper, ma che la sua star preferita in assoluto era il cantante dei Led Zeppelin, Robert Plant. Quando le fu chiesto come riuscisse ad attirare l'attenzione di questi inarrivabili divi, rispose che il segreto erano gli audaci outfit glam rock che sfoggiava abitualmente.
In effetti in quegli anni veniva spesso fotografata accanto a famose rockstar, e queste immagini apparivano regolarmente su riviste americane di settore come Creem e Rock Scene.
Starr raccontò anche di essersi scontrata più volte con groupies rivali. Lori Mattix, un'altra baby groupie, affermò che in un'occasione Starr le intimò esplicitamente di "tenere le mani lontane" da Jimmy Page, rilanciando con "se lo tocchi, ti sparo. È mio" Le sue amiche più care in città erano le groupies Shray Mecham e Queenie.
La modella Bebe Buell elogiò Starr come una delle due migliori groupie di Los Angeles dell'epoca, aggiungendo che "ogni rock star che passava per Los Angeles voleva incontrarla".
Scappò di casa all'età di sedici anni dopo aver conosciuto Johnny Thunders, chitarrista della band glam rock dei New York Dolls, per andare a vivere con lui a New York. La convivenza si rivelò da subito problematica, principalmente a causa della gelosia e della tossicodipendenza di Thunders, che avevano risvolti violenti.
In seguito a un'inattesa gravidanza, il chitarrista le propose il matrimonio, ma Starr declinò e scelse di abortire. Infine, stanca dei maltrattamenti di Thunders e incapace di adattarsi allo stile di vita di New York, troncò la relazione e ritornò a Los Angeles.
Ebbe a dire che "lui [Thunders] ha cercato di distruggere la mia personalità. Dopo essere stata con lui, non ero più Sable Starr. E' riuscito a distruggere la Sable Starr che tutti conoscevano".
Tornò comunque spesso a New York, dove intrecciò una fugace relazione con Richard Hell, fece amicizia con Nancy Spungen e assistette alla fiorente scena punk rock newyorchese. All'inizio degli anni '80, Starr abbandonò definitivamente la scena groupie.

## Gli anni successivi e la morte
In seguito si trasferì nei pressi del Lago Tahoe, nel Nevada. Trovò impiego come croupier al Carson Valley Inn a Minden, dove lavorò fino a poco prima della sua morte.
Starr morì nella sua casa in Nevada il 18 aprile 2009, a causa di un cancro al cervello, all'età di cinquantuno anni, lasciando il compagno, una figlia e un figlio.